# Aziz Ibrahim
Aziz Ibrahim (Manchester, 19 marzo 1964) è un chitarrista e compositore statunitense celebre soprattutto come membro delle band Simply Red e Asia, nonché della band solista di Steve Hogarth.

## Biografia
Originario del Pakistan, la prima pubblicazione di Ibrahim è stata l'EP Middle Road con la voce e la chitarra di Paul Weller. Ibrahim ha anche fornito la voce per la canzone parlata di Weller intitolata "God", nel suo album del 2008, 22 Dreams, insieme alle chitarre per le precedenti uscite di Paul Weller, ad esempio Illumination.
È stato il chitarrista dell'ultima esibizione degli Stone Roses prima che si sciogliessero, al Reading Festival del 1996. Dopo la loro separazione, Ibrahim ha continuato ad andare in tour e a scrivere con l'ex frontman degli Stone Roses Ian Brown, co-scrivendo canzoni come "My Star", "Corpses in Their Mouths", "Longsight M13", "One Way Ticket to Paradise", incluse negli album Unfinished Monkey Business, Golden Greats e Solarized.

## Discografia

### Solista
- 2006 - Lahore to Longsight
- 2011 - Rusholme Rock

### Stone Roses
- 1997 - Garage Flowers

### Steve Hogarth
- 1997 - Ice Cream Genius